# Moře a malé rybky
„Moře a malé rybky“ (v anglickém originále „The Sea and Little Fishes“) je humoristická fantasy povídka Terryho Pratchetta z roku 1998. Téhož roku byla rovněž zařazena do antologie fantasy povídek Legendy (česky 1999). V České republice také roce 2004 v souboru Pratchettových povídek Divadlo krutosti. Povídka přináší nové dobrodružství čarodějek z Lancre.

## Obsah
Blíží se zkoušky čarodějek, což je soutěž pořádaná v Lancre. Vítězkou posledních let je Bábi Zlopočasná. To se ale ne každé čarodějce v Lancre zamlouvá. Pod vedením Leticie Našeptávalové, bohaté čarodějky, vznikl samozvaný výbor, do kterého patřily i Kmotra Vařbujónová a Stařenka (Matička) Stěhovalová. Výbor se rozhodl, že požádá Bábi Zlopočasnou, aby nesoutěžila a přijala čestné místo v porotě. To však Bábi Zlopočasná nemá v úmyslu. Hluboce se jí však dotkne, že by její účast měla brát odvahu ostatním čarodějkám v soutěžení a také to, že její bručivá povaha děsí lidi. Rozhodne se proto, že bude k lidem laskavá a milá, což je však děsí ještě víc. Nakonec se rozhodne nesoutěžit a pouze pomoci v organizování soutěže. Její tvrdé koláče, slavobrány z vlaječek a růžové šaty však nepřesvědčí ani výbor, ani Stařenku Oggovou, její nejlepší přítelkyni. Stařence Oggové, ani dalším čarodějkám, se nová organizace zkoušek pod vedením výboru a hlavně Leticie Našeptávalové nelíbí. Stařenka Oggová tuší, že s Bábinou proměnou není něco v pořádku. Vnímá to i Anežka Nulíčková. V průběhu zkoušek se stane něco divného, žádná čarodějka není schopná udělat perfektní kouzlo. Leticie Našeptávalová z toho obviní Bábi Zlopočasnou. Má sice do určité míry pravdu, ale její hysterický výstup a políček, který Bábi Zlopočasné vlepí, obrátí proti ní veřejné mínění přítomných čarodějek. Soutěž skončí bez vítěze, ale Bábi Zlopočasná nedovolí, aby skončila úplným fiaskem. Vyzve všechny přítomné, aby si na závěr opekly brambory u velkého čarodějného ohně, jako každý rok. Po vyzvání Stařenky Oggové velkolepým kouzlem zapálí vatru a všechny opět přesvědčí, že je nejmocnější čarodějkou.

## Název
Název povídky ničím nenapovídá jejímu obsahu. Autor povídku nazval podle srovnání, které použila Stařenka Oggová v úvodní části povídky při návštěvě samozvaného výboru v jejím domě. Poté, kdy Leticie Našeptávalová prohlásí o Bábi Zlopočasné, že je pyšná, Stařenka Oggová se ušklíbne, že by stejně tak mohla říci, že je "moře plný vody". Nechápající čarodějce vysvětlila, že bez vody není moře, stejně tak, jako Bábi Zlopočasná je pýcha sama.

## Zajímavosti
Po Stařence Oggové nazval pan Pelhřim Hopolíčko červená, kulatá a šťavnatá jablka.
Po Bábi Zlopočasné nazval pan Pelhřim Hopolíčko oblou, leskle zploštělou, na jednom konci špičatou cibuli.
Bábi Zlopočasná se na zkoušky oblékla do růžového oděvu s krajkou kolem límečku.